# Scheinfriedhof

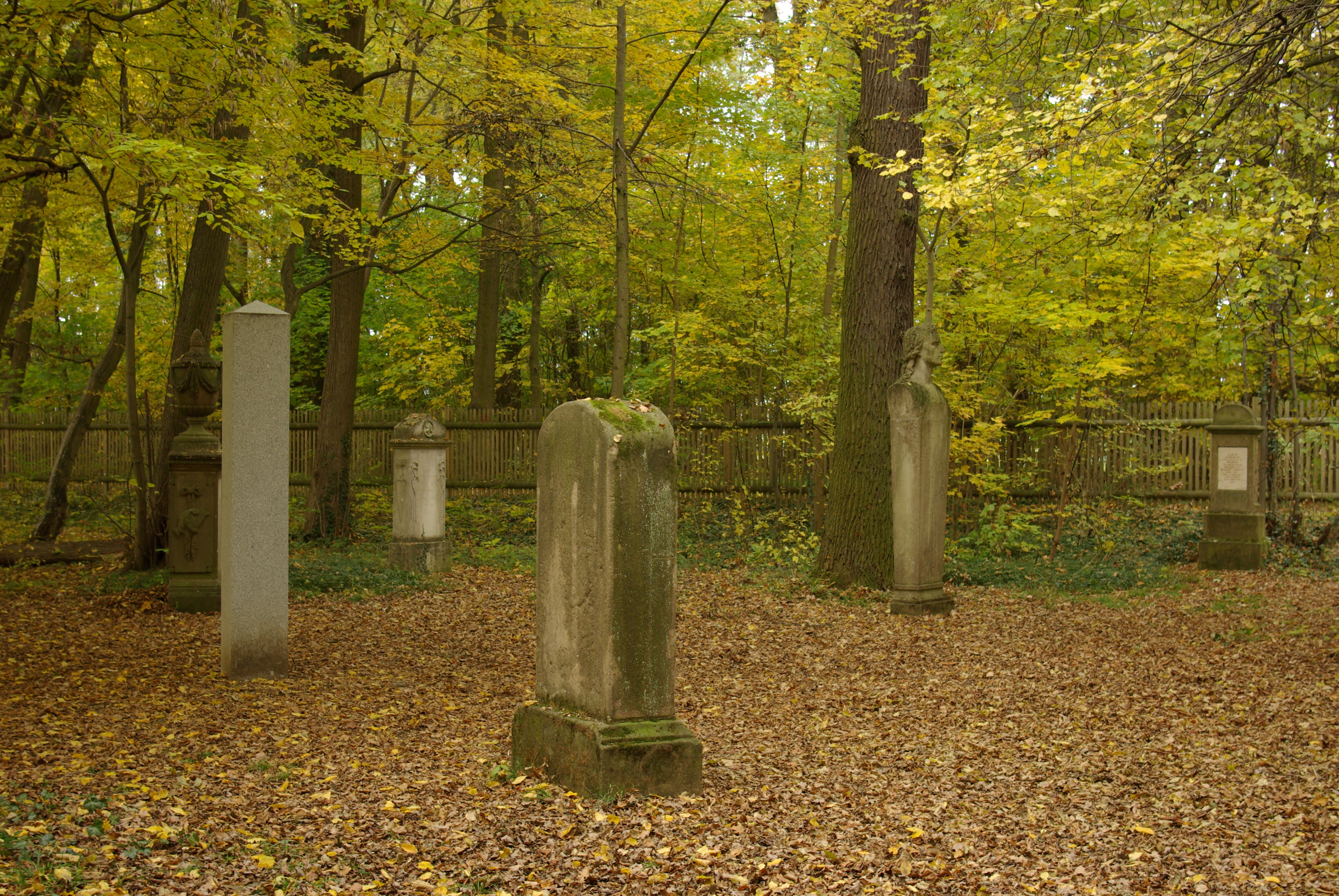
Scheinfriedhof im Irrhain bei Kraftshof

Der Scheinfriedhof ist ein selten verwendetes Gestaltungselement der Gartenkunst. Es handelt sich um einen Platz unechter Gräber oder Grabsteine innerhalb einer Gartenanlage oder eines Parks. Der Scheinfriedhof dient also nicht der Bestattung von Toten. Er ist zu unterscheiden vom Ehrenfriedhof und Ehrenhain. Ein einzelnes Scheingrab heißt Kenotaph.
Der Scheinfriedhof zählt zu den stimmungsschaffenden Elementen im Rahmen aufklärerischer oder romantischer Gartenschöpfungen. Die Grabdenkmale können bestimmten Persönlichkeiten gewidmet sein, sie können aber auch namenlos oder mit fingierten Namen versehen sein. Der Scheinfriedhof dient der Schaffung einer feierlichen Stimmung, die dem Besucher die Vergänglichkeit menschlichen Lebens vermitteln soll, und soll als Vanitas-Symbol verstanden werden. Die Lage auf einer Insel inmitten eines ruhigen Gewässers steigert das Gefühl von Erhabenheit und Einsamkeit.
Beispiele für Scheinfriedhöfe finden sich im Irrhain in Kraftshof bei Nürnberg und im Parc del Laberint (Fals cementiri) in Barcelona. Auch die Rousseau-Inseln können aufgrund der landschaftlichen Gestaltung hier eingeordnet werden.